# Boeing YAL-1
El Boeing YAL-1 Airborn Laser Testbed, per la seva abreviatura ABL (Que vol dir, en català: Làser Aerotransportat), és una aeronau la qual empra un sistema d'armes làser químic de Iode oxigenat (en anglès: chemical oxygen iodine laser, o també COIL) instal·lat a bord d'un Boeing 747-400F el qual té un fuselatge modificat per a la instal·lació del sistema. El YAl-1 està concebut, principalment, per a l'eliminació de míssils balístics (o TBM), similars als míssils tipus Scud, mentre són a la fase de propulsió.

El làser ha sigut provat a l'aire, tot i que no s'ha apuntat ni enderrocat cap blanc. El Làser Aerotransportat fou designat com YAL-1A recentment pel Departament de Defensa dels Estats Units. El Làser Aerotransportat ha sigut provat diverses vegades en un Boeing NKC-135A, que enderrocà amb èxit diversos míssils balístics durant els anys 80. Es solia conéixer com a Airborne Laser Laboratory (en català: Laboratori de Làser Aerotransportat), i es convertí en un banc de proves per al desenvolupament de l'ABL.

## Operadors
Estats Units
- Força Aèria dels Estats Units

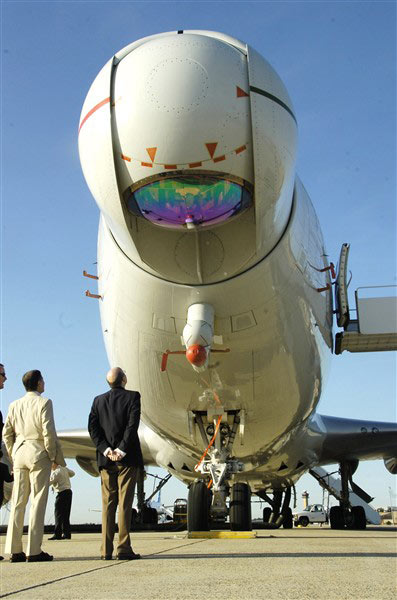
Vista del làser del YAL-1.

- Esquadró de proves de vol 417 - Base de la Força Aèria Edwards, Califòrnia.

## Especificacions

### Característiques generals
Tripulació: 6.
Llargada: 70,6 metres.
Envergadura: 64,4 metres.
Altura: 19.4 metres.
Pes màxim a l'enlairament: 396,890 kg
Planta motriu: 4 × General Electric CF6-80C2B5F turboventiladors, 276 kN.

### Rendiment
Velocitat màxima: Mach 0.92 (630 mph, 1,015 km/h) .
Velocitat de creuer: Mach 0.84 (575 mph, 925 km/h).

### Armament
- 1 × COIL.

### Aviònica
- 1 × Detector Infraroig ABL.

- 2 × Làsers il·luminadors dobjectius.